# Marco Hordeônio Flaco
Marco Hordeônio Flaco (em latim: Marcus Hordeonius Flaccus; m. janeiro de 70) foi um senador romano nomeado cônsul sufecto para o período de março a abril de 47 com Caio Calpetano Râncio Sedato. Ele foi governador da Germânia Superior entre 68 e janeiro de 70, quando foi assassinado por suas tropas em Novésio. Sua família era originária de Putéolos e é provável que ele tenha sido filho de Marco Hordeônio, o legado imperial da Gália Narbonense na época de Tibério.

## Carreira
Depois que Galba tomou o poder com sucesso em 68, ele nomeou Hordeônio Flaco como governador na Germânia Superior no lugar de Lúcio Vergínio Rufo, o general que havia derrotado seu aliado Caio Júlio Víndice na Batalha de Vesôncio. Herdônio já era bastante idoso na época e provavelmente era essa a intenção de Galba, que não queria um senador ambicioso no comando das legiões da Germânia.
Quando suas tropas se recusaram a aceitar Galba como imperador em 69 (o "ano dos quatro imperadores"), Hordeônio não interveio e rapidamente mudou para o lado de Vitélio, que as tropas do Reno haviam aclamado imperador. Quando Vitélio partiu para a Itália para enfrentar Galba, Hordeônio ficou no comando do restante da guarnição do Reno. Apesar disto, atrasou o envio de tropas solicitadas por Vitélio em parte por que temia que irrompesse uma revolta entre os batavos, o que de fato aconteceu, e em parte por que tinha simpatia pela causa de Vespasiano. Ele então pediu que Júlio Civil, líder dos batavos, que lhe ajudasse a reter as legiões que Vitélio precisava, uma tarefa que Civil cumpriu não como fingimento, mas a sério. A princípio, Hordeônio não deu muita atenção, mas rapidamente a revolta cresceu e obrigou que ele interviesse de alguma forma. Ele enviou seu legado Múmio Luperco, mas ele foi derrotado. Sua incapacidade de acabar rapidamente com a legião irritou seus soldados, que passaram a pressioná-lo para que ele renunciassem em favor de Dílio Vócula. Pouco depois, foi acusado de traição por Herênio Galo numa ausência de Vócula, mas sem maiores consequências. Hordeônio conseguiu manter o comando e persuadiu seus oficiais a jurarem lealdade a Vespasiano quando chegaram as notícias da Segunda Batalha de Bedríaco, apesar de os soldados ainda estarem amotinados. Porém, ele acabou sendo assassinado em janeiro de 70 em Novésio por soldados bêbados depois de pagar o donativo prometido por Vitélio, adorado pelas tropas, em nome de Vespasiano.